# FreeVMS
FreeVMS var en klon av operativsystemet VMS baserat på öppen källkod. Endast en del av förlagan blev implementerat.